# Temple de Petit Bazar
Ne doit pas être confondu avec Temple Mardévirin.
Le temple de Petit Bazar, ou du Petit Bazar, est un temple hindouiste de l'île de La Réunion, département d'outre-mer français dans le sud-ouest de l'océan Indien. Situé avenue de l'Île de France, à Saint-André, il constitue l'une des attractions touristiques de la commune.